# Kristie Smith
Kristie Smith (7 augustus 1988) is een Australische golfprofessional. Zij speelt op de Futures Tour en de Ladies European Tour.

## Amateur
Kristie Smith is de dochter van Wayne Smith; zij begon op jonge leeftijd met golf en kwam in het nationale team. In die jaren speelde ze veel in het buitenland. 
In 2005 werd ze de jongste winnares ooit bij het West-Australisch Amateur Kampioenschap.
In 2006 won ze twee toernooien in de Verenigde Staten en werd ze vijfde als beste amateur op het Maleisisch Open. Ook behaalde zij een achtste plaats op het wereldkampioenschap en verbeterde ze het baanrecord op Moonah Links, Victoria met een score van 64. 
In 2007 won zij het strokeplay kampioenschap van de staat Victoria.
In 2008 won zij het Australisch Amateur Kampioenschap en eindigde zij als beste amateur op de vijfde plaats bij het Australisch Open op Kingston Heath. 

### Gewonnen
- 2005: Jack Newton International Junior Classic, Aaron Baddeley Junior Championship, Western Australia State Amateur Championship
- 2006: Duke University Junior Championship (North Carolina) , OSSO Oak Tree Junior Championship (Oklahoma)
- 2007: Victorian 72-Hole Stroke Play
- 2008: North and South Women's Amateur Golf Championship, Australian Amateur, T5th MFS Women's Australian Open - low amateur

### Teams
- Gladys Hay Cup: 2005
- Burtta Cheney Cup: 2005
- Junior Tasman Cup: 2006
- Queen Sirikit Cup: 2007
- Trans Tasman Cup: 2007

## Professional
Kristie Smith werd eind 2009 professional en won in 2010 al twee toernooien. In januari won ze de Canberra Ladies Classic van de Australische Ladies Tour (ALPG Tour) en in april de Daytona Beach Invitational op de Futures Tour.
Op het ABN Amro Ladies Open op Broekpolder miste zij de cut.

### Gewonnen

#### Futures Tour
- 2010: Daytona Beach Invitational

#### Australische Tour
- 2010: Canberra Ladies Classic (ALPG Tour)